# 法庭判令
法庭判令（英語：Court order）是一位或一席法官的正式宣告，去釐定法庭上每一方法律上的關係，並要求或授權一方或多方就著案件來作出相應行動。

## 参見
- 強制令或禁制令
- 強制令 (刑法)
- 言論禁止令
- 政令